# VinBus EB 6
VinBus EB 6 là mẫu xe buýt điện chạy pin cỡ nhỏ được sản xuất và giới thiệu với thị trường năm 2025 bởi VinFast, công ty con của VinGroup.

## Thông số
- Dài x Rộng x Cao: 6.200 x 2.200 x 2.900 mm
- Công suất động cơ: 140 kW (188 hp)
  - Moment xoắn 420 N⋅m (310 lb⋅ft)
- Pin: LFP 179,5 kWh
- Dẫn động: cầu sau
- Tốc độ tối da: 90 km/h
- Quãng đường di chuyển: 250 km
- Sạc: DC 120 kW (sạc từ 20% lên 80% trong 70 phút).
- Phanh trước và sau: phanh đĩa
- ABS
- EBD
- BA
- ESC
- Chống trôi xe trên dốc ASF
- Hệ thống điểm danh
- Số người chở theo xe:
  - Minibus: 30 gồm 11 ghế ngồi, 1 chỗ cho xe lăn, 17 chỗ đứng, và 1 ghế cho tài xế
  - Xe chở học sinh: 20 gồm 1 tài xế và 19 khách